# Genista paivae
Genista paivae — вид рослин з родини бобові (Fabaceae), ендемік Мадейри.

## Опис
Багаторічний чагарник.

## Поширення
Ендемік Мадейри.